# Mike Epps
Michael Elliot „Mike” Epps (ur. 18 listopada 1970 w Indianapolis) – amerykański aktor, komik, raper, scenarzysta i producent. Wystąpił między innymi w takich filmach jak Następny piątek (2000), Kolejny piątek (2002), Resident Evil 2 (2004), Resident Evil 3 (2007), Kac Vegas (2009) i Kac Vegas 3 (2013). Użyczył również głosu Sonny’emu w Dr Dolittle 2 (2001) i Boogowi w Sezonie na misia 2 (2008). Naturalna umiejętność komediowa Eppsa była wspierana we wczesnym wieku i zaczął występować jako nastolatek. Przeniósł się do Atlanty, gdzie pracował w Comedy Act Theatre, zanim przeniósł się do Nowego Jorku, aby zagrać w serialu HBO Def Comedy Jam (1995). Jego pierwszą znaczącą rolą filmową był Mike w dramacie Vina Diesela Przybłędy (Strays, 1997).

## Filmografia

### Filmy
- 2000: Następny piątek (Next Friday) jako Day-Day Jones
- 2001: Dr Dolittle 2 (Dr. Dolittle 2) jako Sonny, niedźwiedź Kodiak (głos)
- 2001: Superzioło (How High) jako Baby Powder
- 2002: Liczą się tylko Frankliny (All About the Benjamins) jako Reginald Wright
- 2002: Kolejny piątek (Friday After Next) jako Day-Day Jones / stary człowiek ze strzelbą
- 2003: Wojna pokus (The Fighting Temptations) jako Lucius
- 2003: Raperzy z Malibu (Malibu's Most Wanted) jako DJ w klubie
- 2004: Resident Evil 2: Apokalipsa (Resident Evil: Apocalypse) jako Lloyd Jefferson „L.J.” Wade
- 2005: Życie na wrotkach (Roll Bounce) jako Byron
- 2005: Bardzo długa podróż poślubna (The Honeymooners) jako Edward „Ed” Norton
- 2006: Coś nowego (Something New) jako Walter, mąż Cheryl
- 2007: Resident Evil: Zagłada (Resident Evil: Extinction) jako Lloyd Jefferson „L.J.” Wade
- 2008: Witaj w domu panie Jenkins (Welcome Home, Roscoe Jenkins) jako Reggie Jenkins
- 2008: Hancock jako kryminalista
- 2008: Sezon na misia 2 (Open Season 2) jako Boog (głos)
- 2009: Next Day Air jako Brody
- 2009: Kac Vegas (The Hangover) jako Czarny Doug
- 2009: Nastukani producenci (Janky Promoters) jako Jellyroll
- 2010: Loteria (Lottery Ticket) jako wielebny Taylor
- 2010: W pogoni za zemstą (Faster) jako Roy Grone
- 2011: Skok przez miotłę (Jumping the Broom) jako Willie Earl Taylor
- 2012: Sparkle jako Satin Struthers
- 2013: Kac Vegas 3 (The Hangover Part III) jako Czarny Doug
- 2013: Życzenie śmierci (Death Wish) jako dr Chris Salgado

### Seriale TV
- 1999: Rodzina Soprano (The Sopranos) jako Jerome
- 2005: 106 & Park
- 2009–2012: BET Hip Hop Awards jako gospodarz
- 2014–2015: Survivor’s Remorse jako wujek Julius
- 2016: Uncle Buck jako Buck Russell

### Teledyski
| Rok  | Tytuł                               | Wykonawca                         |
| ---- | ----------------------------------- | --------------------------------- |
| 2002 | „Whatchulookinat”                   | Whitney Houston                   |
| 2002 | „Nothin’”                           | N.O.R.E. / Pharrell Williams      |
| 2002 | „How Come U Don't Call Me Anymore?” | Alicia Keys                       |
| 2003 | „Gangsta Nation”                    | Westside Connection               |
| 2004 | „Never Forget”                      | Napoleon                          |
| 2005 | „ASAP”                              | T.I.                              |
| 2006 | „What You Know”                     | T.I.                              |
| 2006 | „Why We Thugs”                      | Ice Cube                          |
| 2007 | „A Bay Bay”                         | Hurricane Chris                   |
| 2007 | „I Was Your Baby”                   | Angie Stone                       |
| 2009 | „I’m Lit”                           | Square Off                        |
| 2009 | „I Don’t Know Y’all”                | Young Dro                         |
| 2011 | „Mrs. Right”                        | Mindless Behavior / Diggy Simmons |
| 2011 | „I’m on Everything”                 | Bad Meets Evil                    |
| 2013 | „Bitch, Don’t Kill My Vibe”         | Kendrick Lamar                    |
| 2014 | „No Flex Zone”                      | Rae Sremmurd                      |
| 2015 | „Ayo”                               | Chris Brown/Tyga                  |
| 2017 | „No Effort”                         | Tee Grizzley                      |
| 2017 | „Bank Account”                      | 21 Savage                         |
| 2019 | „Let Bygones Be Bygones”            | Snoop Dogg                        |

## Dyskografia
Albumy studyjne
- Funny Bidness: Da Album (2009)

Albumy kolaboracyjne
- A Tribute to Bad Santa Starring Mike Epps (z Jimem Jonesem i Skull Gang) (2008)
- Omar Ray Life & Timez of Suge Gotti, Vol. 1 (2012)

Gościnnie
- 2009: „I’m a Go and Get My...” (Busta Rhymes) na Back on My B.S.
- 2016: „2011 BET Cypha” (Termanology, French Montana, Wais P, Rico Staxx, & Cross) na Cameo King III

Single
- „Big Girls” (2008)
- „Trying to Be a Gangsta” (2009)
- „Aint Chu You?” (2009)